# Cuenta de usuario
En el contexto de la informática, un usuario es una persona que utiliza un sistema informático. Para que los usuarios puedan obtener seguridad, acceso al sistema, administración de recursos, etc, dichos usuarios deberán identificarse. Para que pueda identificarse, el usuario necesita una cuenta (una cuenta de usuario), en la mayoría de los casos asociada a una contraseña. Los usuarios utilizan una interfaz de usuario para acceder a los sistemas; el proceso de identificación es conocido como identificación de usuario o acceso del usuario al sistema (del inglés: "login").
Los usuarios se caracterizan por ser el tipo de personas que utilizan un sistema sin la amplia experiencia necesaria que se requiere para entender el sistema (en oposición al técnico, hacker u otro perfil que sí se presupone conoce dicho sistema. En el contexto hacker, se les denomina usuarios reales. Véase también Usuario final.
Los usuarios de informática son muy similares a los usuarios en telecomunicaciones, pero con pequeñas diferencias semánticas. La diferencia es comparable a la que existe entre un usuario final y los consumidores en la economía.
Por ejemplo, uno puede ser un usuario (y tener una cuenta) de un sistema informático, una red de computadoras o tener una cuenta de correo electrónico.

## Nombre de usuario y contraseña
A una cuenta se le identifica por un nombre de usuario (comúnmente conocido como login) y una contraseña (o password).
El nombre de usuario es un nombre único con que se identifica a cada usuario (aunque en ocasiones existen alguna clase de usuarios 'invitados). Los nombres de usuario se basan por lo general en cadenas cortas alfanuméricas. Dependiendo de las políticas o los servicios en particular, los nombres de usuario son elegidos por el usuario, o asignados por el administrador de sistemas.
Las opciones generalmente utilizadas para los nombres de usuario pueden ser el nombre, las iniciales o alguna combinación con el nombre, apellido, iniciales o algunos números arbitrarios. Algunas veces los sistemas dictan los aspectos para elegir un nombre de usuario.
Por razones de seguridad, algunos de los sistemas exigen que el nombre de usuario contenga dígitos y/o símbolos (en vez de solo consistir de letras), aunque por lo general este requerimiento es más comúnmente asociado con las contraseñas.
Los nombres de usuario son ocasionalmente utilizados como el nombre del buzón en las direcciones de correo electrónico.

## Función
Una cuenta de usuario permite acceder a los servicios de un sistema, aunque la autenticación no implica autorización automática.
Una vez que el usuario se ha cofirmado, el sistema operativo asocia un identificador. Por ejemplo, un entero para referirse a él, en vez de utilizar el nombre de usuario. Esto se conoce como identificador de usuario (user id) en los sistemas operativos.
Los sistemas operativos se distinguen en monousuario y multiusuario en función de si aceptan o no varios usuarios.